# راي بريتشارد
راي بريتشارد (بالإنجليزية: Ray Pritchard)‏ هو لاعب كرة قدم بريطاني في مركز ظهير ‏، ولد في 23 يونيو 1954 في ليفربول في المملكة المتحدة. لعب مع نادي إيفرتون ونادي ترانمير روفرز ونادي ساوثبورت.